# Národní parky v Nikaragui

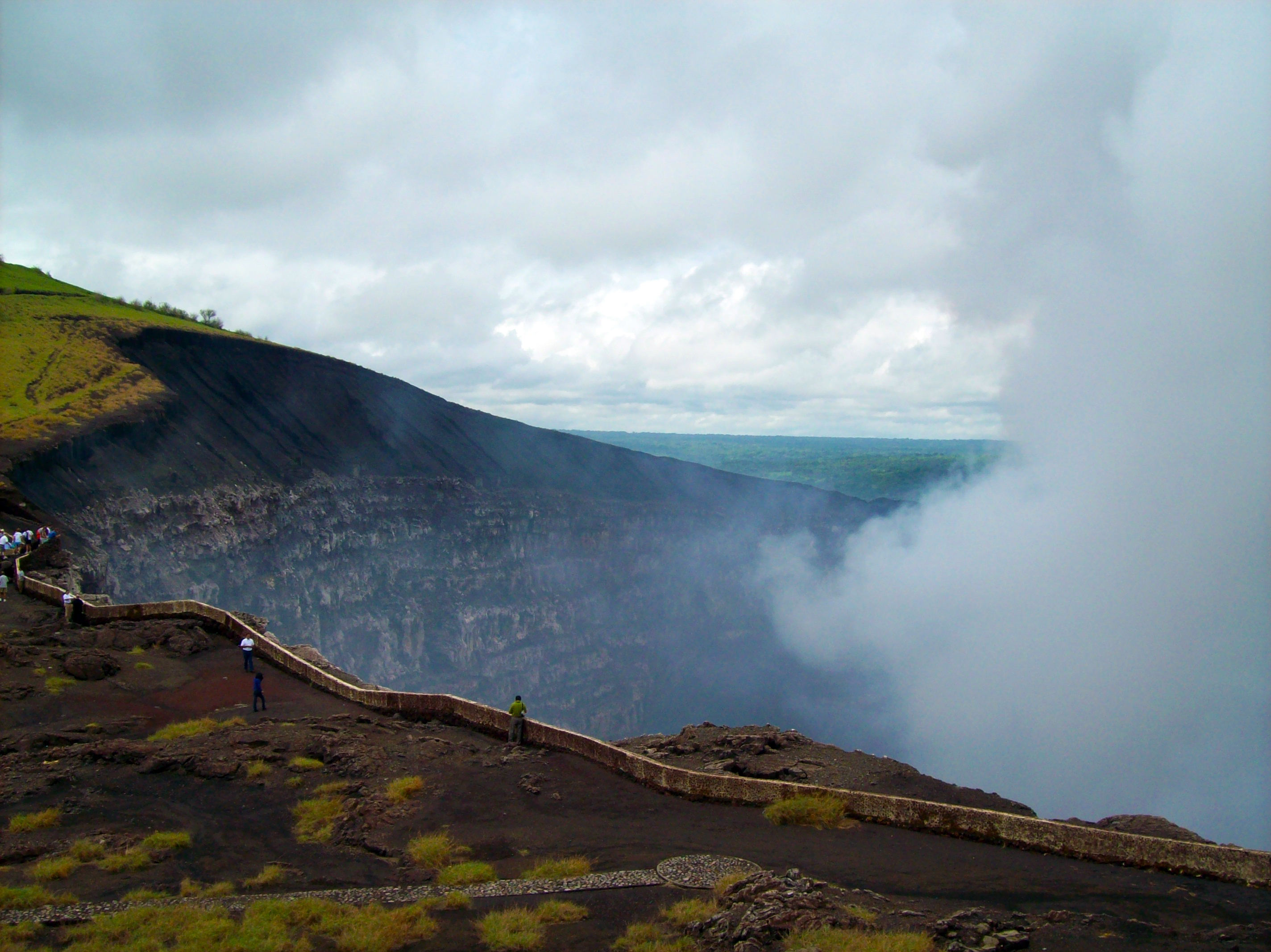
kráter sopky Masaya

V roce 2013 se v Nikaragui nacházely 3 národní parky.
| Název parku           | Rozloha | Departement                              |
| --------------------- | ------- | ---------------------------------------- |
| Volcán Masaya         | 54 km²  | Masaya                                   |
| Archipielago Zapatera | 52 km²  | Granada                                  |
| Cerro Saslaya         | 631 km² | Región Autónoma de la Costa Caribe Norte |